# Augustus Applegath

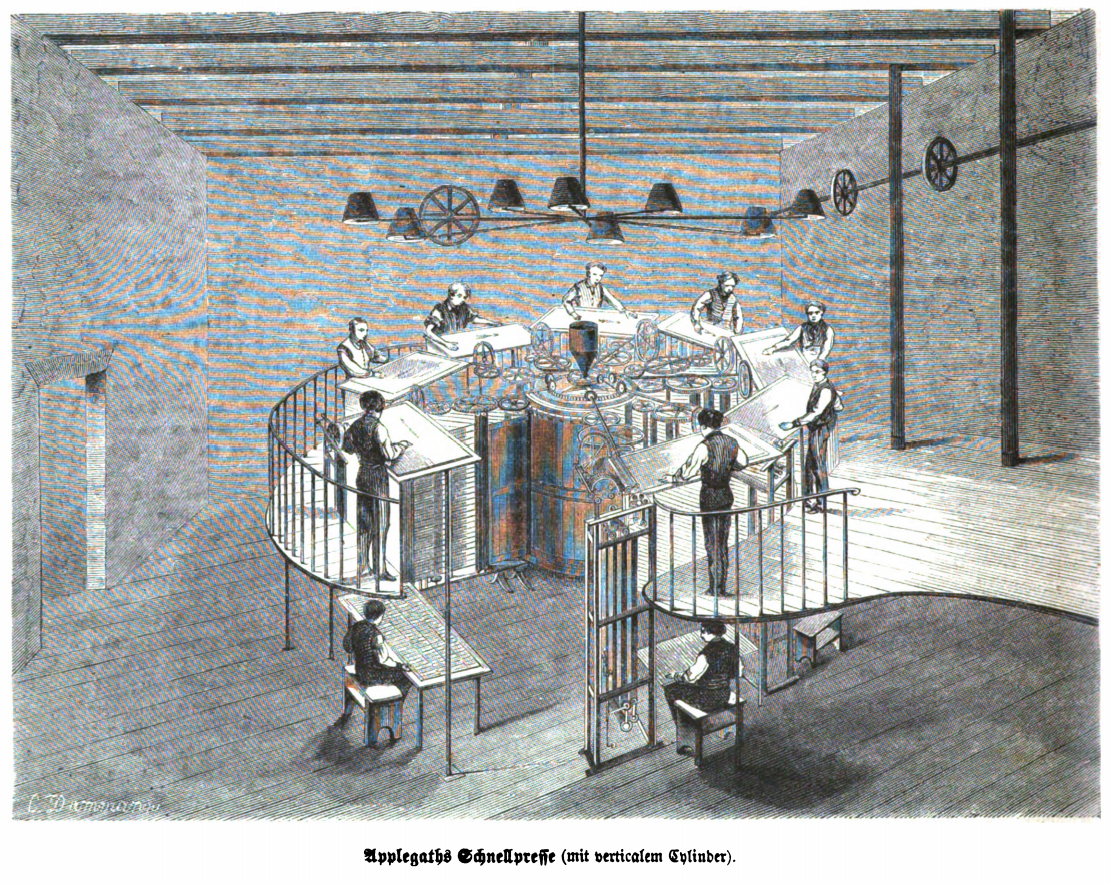
Applegaths Schnellpresse mit vertikalem Zylinder, aus der Zeitschrift Daheim, 1868

Augustus Applegath (* 17. Juni 1788; † 9. Februar 1871 in Dartford) war ein britischer Erfinder.
1816 bekam er gemeinsam mit dem Mechaniker Edward Cowper ein Patent für das Rundbiegen von Stereos. Zwischen 1847 und 1850 bauten sie die ersten arbeitsfähigen Buchdruckschnellpressen. Bei dieser Presse war die Druckform auf einem vertikal stehenden Zylinder angebracht. Die so genannte Rotary Press konnte 8.000 Bogen pro Stunde drucken und wurde zunächst für die Times gebaut. Des Weiteren führte Applegath als erster die so genannte Tischfärbung aus, die vor allem in den USA, Großbritannien und Frankreich zur Anwendung kam. Außerdem erfand er 1828 gemeinsam mit Cowper die Vierzylinderpresse, die bis zu 4.000 Bogen in der Stunde drucken konnte.